# Zeuditu
Zeuditu (amh. ዘውዲቱ) (ur. 29 kwietnia 1876 w Ydżersa Goro, zm. 2 kwietnia 1930 w Addis Abebie) – cesarzowa Etiopii w latach 1916–1930, odznaczona Orderem Salomona. Była pierwszą kobietą na tronie cesarskim, choć wcześniej były kobiety faktycznie sprawujące władzę np. jako królowe-matki.

## Życiorys
Zeuditu była najstarszą z trójki dzieci Menelika II. Gdy miała 16 lat, ojciec wydał ją za mąż za syna Jana IV, co miało zapewnić mu poparcie prowincji Tigraj. Po jego śmierci w 1888 miała jeszcze dwóch mężów.
W 1916 obalono cesarza Lydża Ijasu pod pretekstem sprzyjania muzułmanom. Zwierzchnik Kościoła Etiopskiego proklamował wówczas Zeuditu cesarzową, jednocześnie wyznaczając Teferi Mekonnyna na następcę tronu. 
Władza Zeuditu była w praktyce bardzo ograniczona, w początkowym okresie jej panowania dominował nad nią Habte Gijorgis, dowódca wojsk jej ojca, po jego śmierci w 1927 zakres swojej władzy stopniowo powiększał regent Teferi. W 1928 zdołał całkowicie odsunąć ją od władzy. Cesarzowa zmarła w 1930, podejrzewa się Teferiego o jej otrucie, choć z drugiej strony wiadomo, że cierpiała na cukrzycę.
Za jej panowania Etiopia została przyjęta do Ligi Narodów (28 września 1923).